# Ahmed Kaddour
Ahmed Kaddour est un boxeur professionnel libano-danois né le 1er janvier 1982 au Liban.

## Carrière
Kaddour a commencé sa carrière en Europe, combattant au Danemark, au Pays de Galles, en Hongrie, en Finlande, en Italie et en Allemagne notamment contre Alessio Furlan à Brunswick. Ce combat est allé jusqu'au dernier round et Kaddour a gagné de justesse faisant subir à Furlan sa première défaite. Peu après, Kaddour se rend en Amérique pour poursuivre sa carrière.
Il était un prétendant lors de la première saison de l'émission de TV réalité The contender diffusée en 2005 sur NBC et a été placé dans l'équipe Côte Est confiée pour l'occasion à Sugar Ray Leonard (à la fois coproducteur et entraîneur). Il a tout de suite été en conflit avec Ishe Smith (qui le surnommait « son cancer ») et contre qui il perd son 1er combat. Repêché par les votes des autres boxeurs après le retrait de Juan de la Rosa, Ahmed est battu en quart de finale par Alfonso Gomez.
Il poursuit néanmoins sa carrière contre Maxell Taylor le 22 juillet 2005 (victoire aux points en 8 rounds) puis fait match nul l'année suivante face à Jésus Felipe Valverde avant de remporter le combat revanche le 2 novembre 2006.

## Problème avec la justice
À la suite d'une séparation brutale avec sa fiancée, celle-ci lui refuse le droit de visite à son fils. Kaddour, très énervé, se rend en juin 2007 dans sa maison sans son autorisation, lui demandant des explications. Il sera condamné pour cette violation de domicile à 180 jours de prison.
Sa fiancée avait commandité son application de la carte verte. Après leur divorce, les limites de la réclamation de Kaddour étaient qu'il serait livré aux services d'immigration et devrait alors retourner à Aarhus au Danemark. Il réside maintenant avec sa famille et a repris sa carrière de boxeur.

## Référence
1. ↑  (en) Contender Star Ahmed Kaddour is a Free Man (boxingscene.com)